# Büron
Büron – miejscowość i gmina w środkowej Szwajcarii, w kantonie Lucerna, w okręgu Sursee. Pod względem powierzchni jest najmniejsza gminą w okręgu.

## Demografia
W Büron mieszkają 2 732 osoby. W 2021 roku 27,4% populacji gminy stanowiły osoby urodzone poza Szwajcarią. 

## Transport
Przez teren gminy przebiega droga główna nr 24. 